# Método de Graeffe
El método de Graeffe se utiliza cuando es necesario calcular todas las raíces de una ecuación, sean reales o imaginarias (también es llamado método del cuadrado de las raíces). Es el único método práctico para calcular raíces imaginarias.
Las primeras ideas de este método se encuentran en los escritos de Waring en el siglo XVIII. Más tarde fue propuesto independientemente por Dandelin (1826) y Lobatchevsky (1834) un método para el cálculo de raíces basado en la misma idea, pero solo Eduard Heinrich Graeffe (1837) lo desarrolló en todos sus detalles.

## Análisis
Sea {\displaystyle f(x)=p_{0}+p_{1}x+p_{2}x^{2}+...+p_{n}x^{n}=0}
La ecuación propuesta, con raíces {\displaystyle a_{1},a_{2},...,a_{n}.}.La primera parte del método, es un algoritmo para la formación de la ecuación con raíces {\displaystyle a_{1}^{2},a_{2}^{2},...,a_{n}^{2}}.
Sea
{\displaystyle f(x)=p_{n}(x-a_{1})(x-a_{2})...(x-a_{n}),}
{\displaystyle (-1)^{n}f(-x)=p_{n}(x+a_{1})(x+a_{2})...(x+a_{n})}
Multiplicando estas ecuaciones, miembro a miembro, tenemos:
{\displaystyle (-1)^{n}f(x)f(-x)=p_{n}^{2}(x^{2}-a_{1}^{2})(x^{2}-a_{2}^{2})...(x^{2}-a_{n}^{2})}
Reemplazando {\displaystyle x}  por {\displaystyle {\sqrt {x}}} , la ecuación pedida, de raíces {\displaystyle a_{1}^{2},a_{2}^{2},...,a_{n}^{2}}, se puede escribir de la siguiente manera.
{\displaystyle F(x)=f({\sqrt {x}})f(-{\sqrt {x}})}
Entonces:
{\displaystyle f({\sqrt {x}})=p_{0}+p_{2}x+p_{4}x^{2}+...+{\sqrt {x}}(p_{1}+p_{3}x+p_{5}x^{2}+...),}
{\displaystyle f(-{\sqrt {x}})=p_{0}+p_{2}x+p_{4}x^{2}+...-{\sqrt {x}}(p_{1}+p_{3}x+p_{5}x^{2}+...),}
Y luego:
{\displaystyle F(x)=(p_{0}+p_{2}x+p_{4}x^{2}+...)^{2}-x(p_{1}+p_{3}x+p_{5}x^{2}+...)^{2}}
Si {\displaystyle x^{i}} en coeficiente de {\displaystyle F(x)}
{\displaystyle (-1)^{i}[p_{i}^{2}-2p_{i-1}p_{i+1}+2p_{i-2}p_{i+2}-...]}
Escribiendo la ecuación original
{\displaystyle a_{0}x^{n}+a_{1}x^{n-1}+...+a_{n}=0}
El coeficiente de {\displaystyle x^{n-1}} esta en la ecuación transformada, cuyas raíces son {\displaystyle -a_{1}^{2};-a_{2}^{2};...;-a_{n}^{2}} y esta expresado por la suma {\displaystyle a_{i}^{2}-2a_{i-1}a_{i+1}+2a_{i-2}a_{i+2}-...} que se continúa mientras los índices no se hacen negativos o mayores a {\displaystyle n} .